# Coffy
Coffy é um filme estadunidense de 1973 do gênero ação dirigido por Jack Hill. Pertence ao estilo conhecido por blaxploitation, produção e atuação principal realizada por artistas afroamericanos. O filme foi o grande sucesso de Pam Grier como estrela do gênero.
O filme deveria ter uma sequência intitulada Burn, Coffy, Burn!, também dirigida por Hill, mas a American International Pictures reconsiderou, pois as outras sequências não fizeram muito sucesso. Em 1974, Hill dirigiu Foxy Brown, novamente estrelado por Pam Grier, considerado a sequência não oficial de Coffy.

## Elenco
- Pam Grier como Coffy
- Booker Bradshaw como Howard Brunswick
- Robert DoQui como King George
- William Elliott como Carter
- Allan Arbus como Arturo Vitroni
- Sid Haig como Omar
- Barry Cahill como McHenry
- Ruben Moreno como Ramos
- Lisa Farringer como Jeri
- Carol Locatell como Priscilla
- Linda Haynes como Meg
- John Perak como Aleva
- Mwako Cumbuka como Grover
- Morris Buchanan como Sugarman